# Sportler des Jahres 1985 (Deutschland)
Die Sportler des Jahres 1985 in Deutschland wurden von den Fachjournalisten gewählt und am Jahresende im Kurhaus von Baden-Baden ausgezeichnet. Veranstaltet wurde die Wahl zum 39. Mal von der Internationalen Sport-Korrespondenz (ISK).

## Männer
| Platz | Sportler           | Sportart              | Punkte | Erfolge 1985                                                                  |
| ----- | ------------------ | --------------------- | ------ | ----------------------------------------------------------------------------- |
| 1.    | Boris Becker       | Tennis                | 3763   | Sieger Wimbledon, Finale Masters Grand Prix                                   |
| 2.    | Michael Groß       | Schwimmen             | 2722   | Europameister 200 Meter Freistil, 100 u. 200 Meter Schmetterling, 3 × Staffel |
| 3.    | Bernhard Langer    | Golf                  | 1879   | Sieger Masters                                                                |
| 4.    | Hermann Weinbuch   | Nordische Kombination | 0942   | Weltmeister Einzel u. Mannschaft                                              |
| 5.    | Markus Wasmeier    | Ski Alpin             | 0815   |                                                                               |
| 6.    | Reiner Klimke      | Dressurreiten         | 0508   | Europameister Einzel u. Mannschaft                                            |
| 7.    | Klaus-Peter Thaler | Radcross              | 0448   | Weltmeister Profis                                                            |
| 8.    | Paul Schockemöhle  | Springreiten          | 0436   | Europameister Einzel, Dritter Mannschaft                                      |
| 9.    | Peter Angerer      | Biathlon              | 0250   | Weltcup-Dritter, Weltmeisterschaftsdritter Staffel                            |
| 10.   | Hans-Peter Briegel | Fußball               | 0217   | Italienischer Meister mit Hellas Verona                                       |

## Frauen
| Platz | Sportler            | Sportart            | Punkte | Erfolge 1985                                                                              |
| ----- | ------------------- | ------------------- | ------ | ----------------------------------------------------------------------------------------- |
| 1.    | Cornelia Hanisch    | Fechten             | 2224   | Weltmeisterin Florett Einzel u. Mannschaft                                                |
| 2.    | Claudia Kohde       | Tennis              | 1038   | Siegerin Doppel US Open, Finale French Open u. Australian Open, jeweils mit Helena Suková |
| 3.    | Steffi Graf         | Tennis              | 0530   | Halbfinale US Open                                                                        |
| 4.    | Marina Kiehl        | Ski Alpin           | 0442   | Weltcupsiegerin Riesenslalom, Gesamtvierte                                                |
| 5.    | Sandra Schumacher   | Straßenradsport     | 0331   | Weltmeisterschaftsdritte Straßenrennen                                                    |
| 6.    | Karin Wahl          | Wildwasserrennsport | 0222   | Weltmeisterin K1 Einzel u. Mannschaft                                                     |
| 7.    | Olga Nemes          | Tischtennis         | 0112   | Achtelfinale Weltmeisterschaft Einzel                                                     |
| 8.    | Margit Messelhäuser | Kanuslalom          | 0105   | Weltmeisterin Einzel, Zweite Mannschaft                                                   |
|       | Renate Riek         | Volleyball          | 0105   |                                                                                           |
| 10.   | Ulrike Denk         | Leichtathletik      | 057    | Fünfte Halleneuropameisterschaften 60 Meter Hürden                                        |

## Mannschaften
| Platz | Sportler                                          | Sportart              | Punkte | Erfolge 1985                       |
| ----- | ------------------------------------------------- | --------------------- | ------ | ---------------------------------- |
| 1.    | Davis-Cup-Mannschaft                              | Tennis                | 1532   | Finale Davis Cup                   |
| 2.    | Florettfechterinnen-Mannschaft                    | Fechten               | 0700   | Weltmeister                        |
| 3.    | Admiral’s-Cup-Team (Outsider, Rubin G VIII, Diva) | Segeln                | 0652   | Gewinner Admiral’s Cup             |
| 4.    | Mannschaft Nordische Kombination                  | Nordische Kombination | 0506   | Weltmeister                        |
| 5.    | Ruhr-Vierer                                       | Rudern                | 0354   | Weltmeister Vierer ohne Steuermann |
| 6.    | Degenfechter-Mannschaft                           | Fechten               | 0276   | Weltmeister                        |
| 7.    | VfL Gummersbach                                   | Handball              | 0241   | Deutscher Meister u. Pokalsieger   |
| 8.    | Dressurreiter-Equipe                              | Dressurreiten         | 0226   | Europameister                      |
| 9.    | Wasserfreunde Spandau 04                          | Wasserball            | 0205   | Deutscher Meister u. Pokalsieger   |
| 10.   | 4-mal-100-Meter-Freistilstaffel Männer            | Schwimmen             | 0145   | Europameister                      |